# Sankta Birgittas folkhögskola

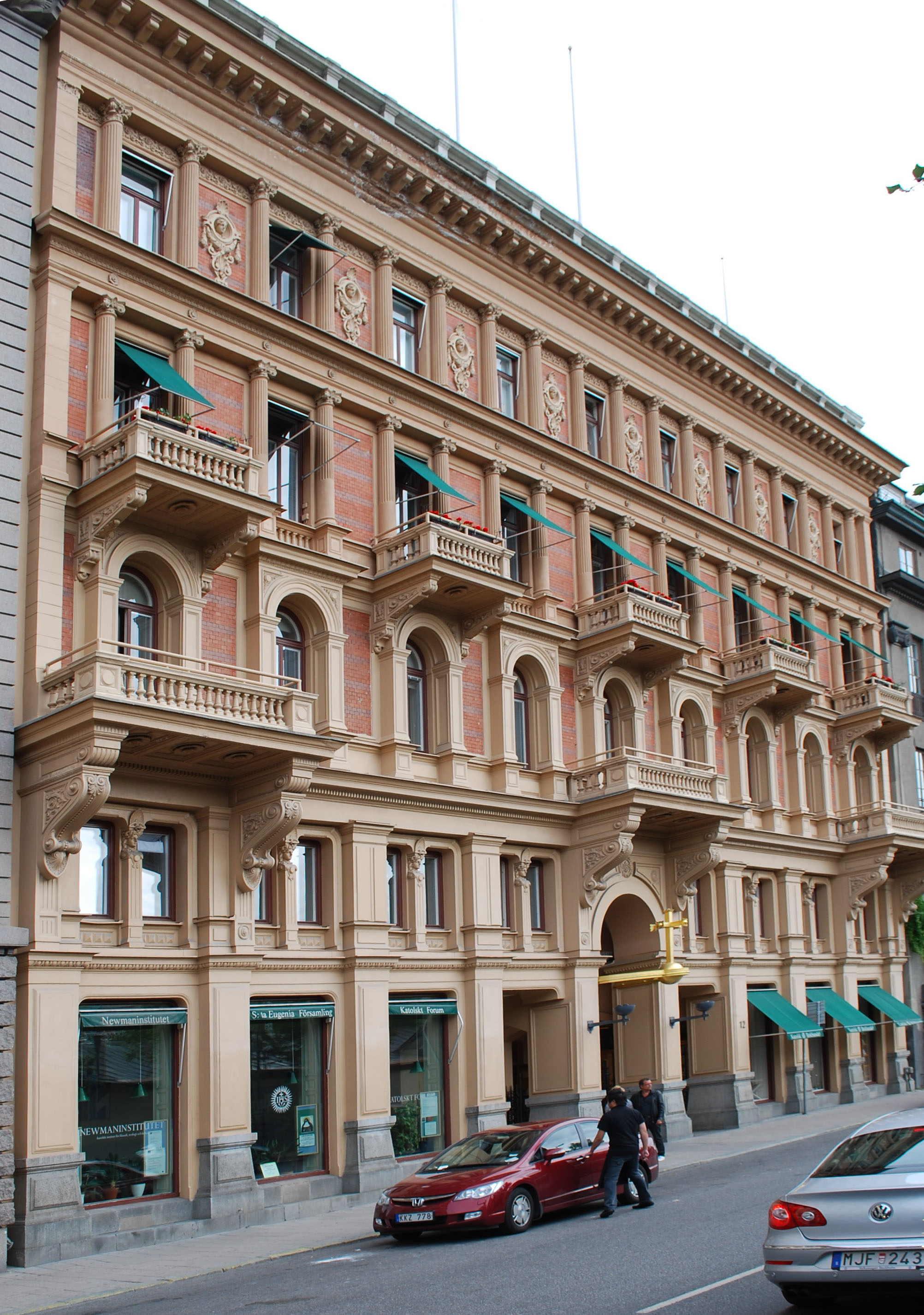
Tidigare lokaler i centrala Stockholm (2014-2024).

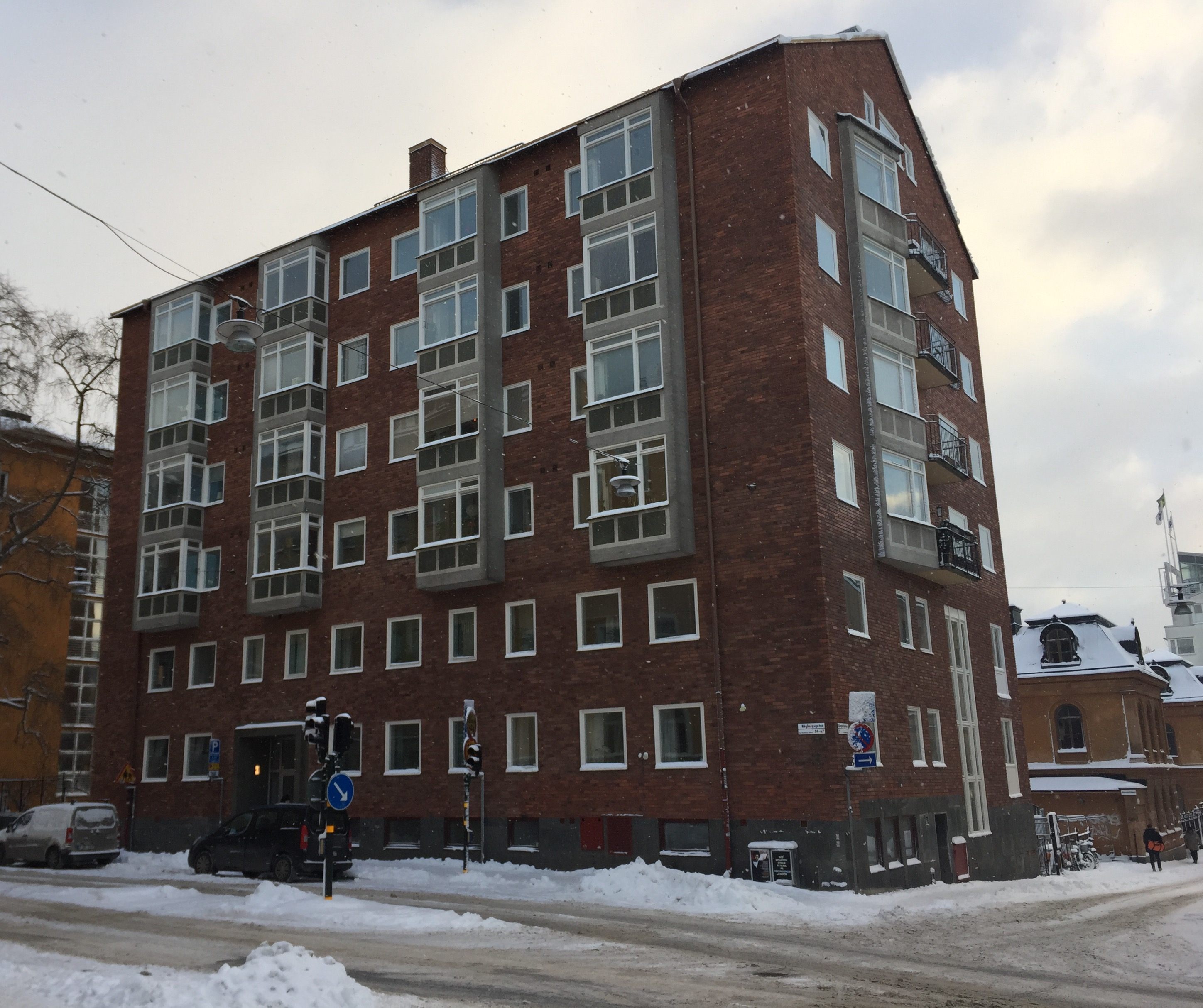
Tidigare lokaler på Södermalm i Stockholm (1988-2014).

Sankta Birgittas folkhögskola är en katolsk folkhögskola belägen på Götalandsvägen 242 i Älvsjö, södra Stockholm. Skolan grundades 1988 av Margareta Sjödin och utgör därmed Sveriges första katolska folkhögskola.
Ursprungligen låg folkhögskolan på Södermalm i utflyttade Josephinahemmets byggnad. Filialerna i Göteborg och Malmö har knoppats av till egna folkhögskolor.
Vid årsskiftet 2024/2025 slogs verksamheterna i Stockholm och Södertälje ihop och flyttade till nyrenoverade lokaler i stadsutvecklingsområdet Älvsjöstaden. De nya lokalerna ligger i Fabeges fastighet Kabelverket med anor från 1917 (f.d. huvudkontor för LM Ericsson).
Huvudman för Sankta Birgittas folkhögskola är Stiftelsen Sveriges Katolska Folkhögskola.

## Historia
Från 1988 till 2014 hade skolan sina lokaler på Björngårdsgatan 22 på Södermalm i Stockholm. Mellan 2014-2024 var skolan verksam i lokaler tillhörande S:ta Eugenia katolska församling invid Kungsträdgården (Kungsträdgårdsgatan 12) i centrala Stockholm. Filialen i Södertälje (Biborgsgatan 2) var verksam mellan 2016-2024.
Alltsedan grundandet har S:ta Birgittas folkhögskola haft fokus på praktiskt socialt arbete i stark kombination med den ignatianska pedagogiken (med anor från 1500-talet). Utbildningen vilar på en katolsk grund; med mål att stärka såväl individen som samhället i stort.

## Kurser
Under HT 2024 och VT 2025 erbjuds följande kurser:
- Högskoleförberedande (allmän kurs)
- Förberedelse till sjuksköterskeprogrammet (allmän kurs)
- Social samhällsinriktning (allmän kurs)
- Undersköterskeutbildning (yrkesexamen)

## Rektorer
- Margareta Sjödin (1988-2004)
- Cecil de Rozario (2005-2011)
- Gith Weckfelt (2011-2015)
- Bengt Almstedt (2015-)